# Hans Hulthén
Hans Uno Arthur Hulthén, född 8 maj 1902 i Hjärsås socken, död 9 april 1986 i Göteborg, var en svensk företagsledare.
Hans Hulthén praktiserade efter 1924 avlagd examen vid Handelshögskolan bland annat vid Lessebo och Klippans pappersbruk, var exportchef hos AB Grubbens & Co. i Stockholm 1927–1931, disponent vid Alstermo bruk 1931–1942 och var från 1942 disponent vid Papyrus i Mölndal. Hulthén blev 1948 vice ordförande i styrelsen för Sveriges pappersbruksförbund.